# Siyaj Kʼakʼ
Siyaj Kʼakʼ (trancripciones alternativas: Siyah Kʼakʼ y Sihyaj K’ahk’), también conocido como "creador del fuego" (anteriormente apodado "Rana humeante"), fue una figura política prominente mencionada en los glifos monumentales de la Período Clásico (250–800 d. C.) de la civilización maya, principalmente en la ciudad de Tikal (que Siyaj Kʼakʼ conquistó el 16 enero de 378), así como Uaxactún y la ciudad de Copán. Los epigrafistas originalmente lo identificaron con el apodo de "Rana Humeante", una descripción de su glifo de nombre, pero más tarde lo descifraron como "Siyaj Kʼakʼ", que significa "Nace el fuego" o "creador del fuego". Algunos creen que fue un general al servicio (y-ajawte’) del gobernante de Teotihuacán, denominado Búho Lanceador (también llamado "Búho lanzadardos", inglés "Spearthrower Owl").

## Panorama general
Originario de Teotihuacán o muy estrechamente aliado con esa ciudad, Siyaj Kʼakʼ era un señor de la guerra en el corazón de la tierra maya, más específicamente en la cuenca del Petén (act. Guatemala) durante el siglo IV. Entre el 378 y el 379 forzó el reemplazo de importantes reyes en los estados mayas como de Tikal, Uaxactún y Copán con nuevos gobernantes que afirmaban descender de Búho Lanceador, presumiblemente el gobernante de Teotihuacán. Siyaj Kʼakʼ se hizo representar vistiendo un vestido de batalla teotihuacano en estelas de Tikal. Es durante su vida que la arquitectura pública del México central empezó a ser imitada en la región maya. En particular el estilo talud-tablero tan característico del altiplano mexicano, y anteriormente casi ausente en la arquitectura maya, se popularizó durante su dominio en la región del Petén.
Siyaj Kʼakʼ siguió ejerciendo un poder hegemónico en la región maya hasta su muerte a principios del siglo V, actuando como señor supremo de reyes como Yax Nuun Ayiin I (también conocido como "Nariz Rizada") de Tikal. La aparición de Siyah Kʼakʼ marca el comienzo de una fuerte afluencia cultural desde el Valle de México, aunque si esto se logró a través de la interacción pacífica o la invasión militar todavía se está debatiendo muy activamente.

### Enlaces exteriores
- The name glyph of Siyah Kʼakʼ Archivado el 15 de mayo de 2011 en Wayback Machine.
- "The arrival of strangers" Teotihuacan in classic maya history
- Naachtun's Stela 24 and the Entrada of 378 (Maya Decipherment, David Stuart, 2014)
- Wade, Lizzie (2022) "The arrival of strangers: New evidence points to a clash between two ancient Mesoamerican cultures, Teotihuacan and the Maya,"Science 28 Feb 2020, Vol 367, Issue 6481, pp. 968-973. doi:10.1126/science.367.6481.96

- Datos: Q7533327